# کاسپاز ۱

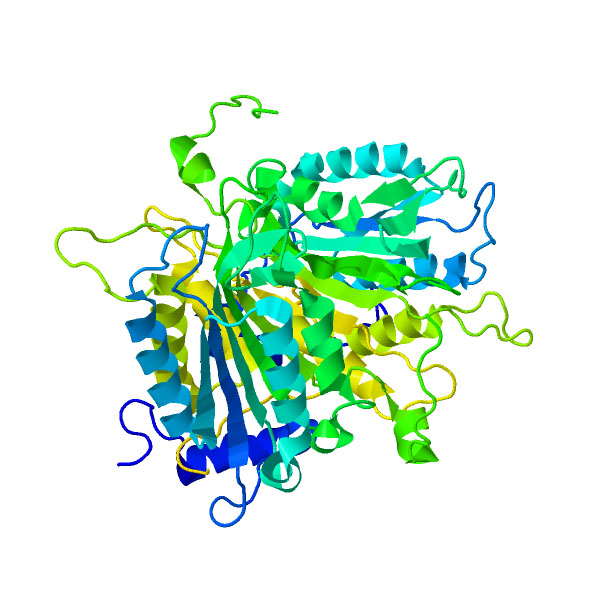
فرم غیرفعال (پیش‌ساز) کاسپاز ۱

کاسپاز ۱ (انگلیسی: Caspase 1) یا «آنزیم مبدل اینترلوکین ۱» نوعی آنزیم محافظ‌شده در اثر تکامل است که پروتئین‌های دیگر را شکسته و تجزیه می‌کند، از جمله پیش‌سازهای سیتوکین‌های اینترلوکین ۱ بتا، اینترلوکین ۱۸ و GSDMD و تبدیل آنها به فرمِ فعال‌شده‌شان.
این پروتئین نقش حیاتی در ایمنی سلولی و آغاز پدیدهٔ التهاب دارد. اینترلوکین ۱ بتا و اینترلوکین ۱۸ فعال‌شده، از سلول به بیرون تراوش کرده و پاسخ التهابی را در سلول‌های مجاور برمی‌انگیزند.